# NGC 7521
NGC 7521 este o galaxie situată în constelația Peștii. A fost descoperită în 18 noiembrie 1864 de către Albert Marth. Se află la o distanță de 94,22 de megaparseci de Pământ.